# Salobreña
Salobreña es una localidad y municipio español situado en la parte centro-oeste de la comarca de la Costa Granadina, en la provincia de Granada, comunidad autónoma de Andalucía. A orillas del mar Mediterráneo, este municipio limita con los de Motril, Vélez de Benaudalla, Los Guájares, Molvízar, Ítrabo y Almuñécar. Cuenta con una población de 12 660 habitantes (INE 2024). En su término desemboca el río Guadalfeo y también discurre el río de la Toba así como la rambla de Molvízar.
El municipio salobreñero comprende los núcleos de población de Salobreña —capital municipal, que está enclavada en una roca coronada por el castillo de Salobreña—, Lobres, Playa Salobreña, Caleta-La Guardia, Monte Almendros, Alfamar, Costa Aguilera, El Pargo y Calamedina.
Los orígenes de Salobreña se retrotraen a la Antigüedad, siendo esta una zona en la que hubo una importante presencia fenicia y, posteriormente, romana. Del período medieval data la primitiva construcción el castillo de Salobreña, que vivió un cierto esplendor en época nazarí. En torno a esta fortificación se fue articulando una población que con el paso del tiempo fue aumentando su tamaño, alcanzando el municipio una cierta importancia a mediados del siglo XIX por la actividad agrícola. Como en otras zonas de la costa tropical, en Salobreña las plantaciones de azúcar llegaron a tener una gran relevancia. Con posterioridad han sido otros cultivos los que han ganado mayor peso. En época más reciente la actividad turística también ha abierto hueco en el municipio.

## Toponimia
La etimología del término parece proceder de las lenguas indoeuropeas meridionales identificadas por Villar. En concreto, se propone la raíz Sel (‘corriente de agua’) y -amsina o -ansina, de la raíz indoeuropea *m°bhi (‘alrededor de’), usado en antiguo irlandés con el significado de ‘cercado’.
Como ciudad hispanorromana de la Bética, Salobreña es conocida como Segalvina y como tal, consta en las actas del Concilio de Ilíberis. El nombre que recibe en lengua árabe es el de Shalubānya, pronunciado también Shalubīnya (del que procede el nombre actual) debido a la imala, un rasgo peculiar de pronunciación presente en el árabe hispánico.
| Selamsina ⇒ Segalvina ⇒ Shalubānya ⇒ Salobreña |

## Símbolos

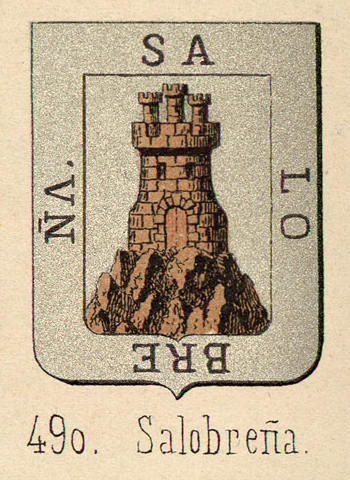
Escudo de Salobreña extraído de la obra Trofeo heroico (1860) de Francisco Piferrer

Salobreña cuenta con un escudo y bandera propios, esta última adoptada oficialmente en 1987.

### Escudo
Su descripción heráldica es la siguiente:

En un campo de azur (azul) celeste, terciado a lo bajo de azur medio, un castillo sobre un monte, todo en su color. Bordura de plata (blanco), con la leyenda "SALOBREÑA" en letras de sable (negro).

### Bandera
La enseña del municipio tiene la siguiente descripción:

Bandera rectangular, dividida en tres franjas horizontales, la del medio ligeramente más ancha que las otras dos; y sus colores, la franja superior de azul, la intermedia blanca y la inferior verde, cargando sobre la central el escudo de la villa.

## Historia

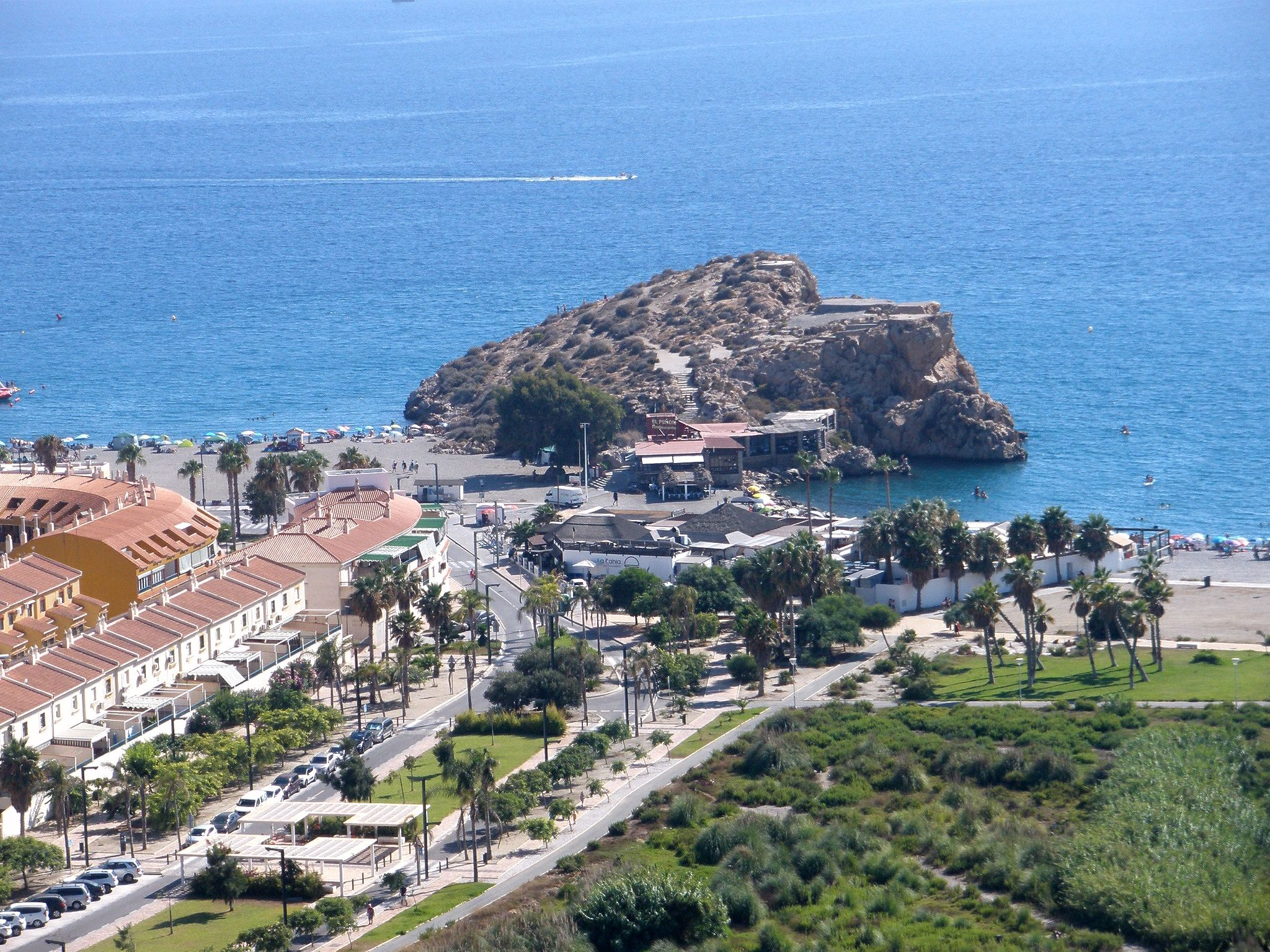
Peñón de Salobreña

### Prehistoria y Antigüedad
La historia de Salobreña se documenta desde la época neolítica, con numerosos hallazgos arqueológicos. En esta época, no existía la actual vega, sino una bahía en la que el cerro donde actualmente se asienta Salobreña era una isla. Los aportes realizados por el río Guadalfeo, hicieron desaparecer poco a poco la bahía, y que esta se convirtiera en una fértil vega durante las épocas del Cobre y Bronce. La isla de Salobreña se unió a tierra firme, pero todavía el Peñón salobreñero era un islote. En el tercer milenio a. C. aparecen los primeros asentamientos estables en los diferentes promontorios de la zona, dedicándose principalmente a la agricultura y a la ganadería. Estos asentamientos tienen continuidad en épocas sucesivas.
Los fenicios llegan a esta zona costera, denominada Sel o Selambina. En el siglo VI a. C. se encuentra bajo la influencia púnica, pasando a depender de Gadir (actual Cádiz). Del siglo II o I a. C. data el santuario púnico excavado en el peñón de Salobreña, que más tarde sería empleado para la industria de salazones. En torno al siglo II Sel o Selambina sería una ciudad de escasa entidad o un asentamiento rural tipo vicus en la esfera de municipium sexitano, aunque hay hipótesis de que tendría relevancia en época tardía como ciudad hispanoromana de la provincia de la Bética. Sin embargo, hasta la fecha no se han localizado hallazgos de la ciudad hispanorromana en el centro histórico de la actual Salobreña por lo que, según algunos estudios, Selambina podría encontrarse en el entorno de la desembocadura del Guadalfeo. Sí existen evidencias de poblamientos romanos rurales como los hallazgos de cerámica en cerro del Vínculo, un posible alfar y villa La Taiba en Lobres (siglos I-III), alfar en Los Barreros (siglos III-V), villa y alfar en Los Matagallares (siglos III-IV), posible centro alfarero en Cortijo Chacón (siglos I-III) y un depósito de agua en avenida Salobreña. En esta época los cultivos más representativos son el cultivo de la vid y el olivo, además de la pesca y al salazón.

### Edad Media
En el año 711 sucede la invasión musulmana de la península ibérica. Durante el siglo XI, tras la caída del Califato de Córdoba, Salobreña pertenece a la Taifa de Granada hasta la conquista de los almorávides. En el siglo XIII el geógrafo egipcio Yaqut al Rumi describe el castillo de Salobreña como un hisn junto al mar y con cultivos de platanares, caña de azúcar y con encinas. El castillo albergó un palacio para recreo en la época Nazarí, y además fue empleado como prisión de personajes ilustres desterrados como Yusuf III, Muhammed VIII el Pequeño, Muhammed IX el Zurdo, Abu Nasr Saad y Muley Hacén. 
Durante quince años estuvo preso Yusuf III, alejado de la Corte del Reino de Granada para evitar que reclamara sus derechos dinásticos sobre su hermano. La leyenda cuenta que fue terminar una partida de ajedrez lo que le salvó de morir asesinado y le permitió heredar el título de rey, terminando de esa manera su cautiverio en el castillo de Salobreña.

### Edad Moderna

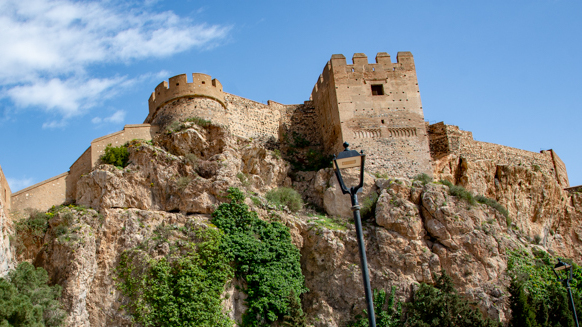
Castillo de Salobreña

El fin de la época musulmana tuvo lugar en 1489, con Francisco Ramírez de Madrid, aunque todavía en 1490 tuvo lugar una sublevación a favor de Boabdil, lo cual causó que Salobreña quedase ocupada por castellanos, y que a los musulmanes los relegaran a las alquerías circundantes. Francisco Ramírez de Madrid fue nombrado alcaide del castillo por los Reyes Católicos en recompensa por la conquista del lugar. El castillo de Salobreña conservó su importancia militar hasta el siglo XVIII, por lo que se llevaron a cabo importantes obras de reforma. La sublevación de los moriscos se extendió también a Salobreña. Esta sublevación dio lugar a la intervención del marqués de Mondéjar en 1569 para su extinción. A diferencia de la gran mayoría del territorio, en Salobreña y en Almuñécar no se repartieron las tierras de los moriscos expulsados, sino que fueron vendidas por la Corona. 
A mediados del siglo XVIII la propiedad tanto en Almuñécar como en Salobreña se encuentra fragmentada en parcelas de labradores propietarios y el mayor hacendado de la zona es José Chacón. La creciente necesidad de combustible para alimentar los diferentes ingenios azucareros de la zona son la causa la deforestación del entorno, dando lugar a procesos erosivos que hacen aparecer la actual vega de Salobreña y Motril. El cultivo de la caña de azúcar continuó, y es en los siglos XVII y XVIII cuando experimenta un paulatino descenso a favor del algodón.

### Edad Contemporánea
Durante la Guerra de la Independencia, Salobreña se alía con las partidas de la costa contra las tropas francesas. Casi terminada la guerra, en mayo de 1814, el entonces alcalde mayor de la villa, Salvador Martín Moya o Martín de Molina, procedió a la quema pública en la plaza del cabildo del ejemplar de la Constitución de 1812 de acuerdo a los designios de Fernando VII. Es en el siglo XIX cuando, con el auge de la industria azucarera, resurge el cultivo de la caña de azúcar y se emplean técnicas importadas desde Cuba. De esta época data La Melcochera, propiedad de los comerciantes Bardinet y Pujol de Barcelona. A partir de 1861 la Azucarera Nuestra Señora del Rosario en Caleta-La Guardia, fundada por el industrial granadino Joaquín Agrela, incorpora el empleo del vapor como fuerza motriz y para la obtención de un producto refinado. El Gran Diccionario Geográfico de Rafael del Castillo señala que Salobreña tiene 4631 habitantes de acuerdo con el censo de 1877. En 1885 la plaga de la filoxera alcanza Salobreña afectado gravemente a los cultivos de vid.
En el siglo XX, y con el resurgimiento de la industria azucarera, es cuando se amplía el perímetro de la villa, y se derriban las antiguas murallas. En 1910, con el declive de la industria azucarera del litoral granadino, cierra la azucarera Nuestra Señora del Pilar. A partir de los años 1960, comienza la repercusión turística en la zona, y Salobreña se expande con la construcción de zonas residenciales y de veraneo. En las décadas de 1960 y 1970 se introducen los cultivos subtropicales como el aguacate, mango, guayaba y chirimoya, con denominación de origen desde 2002. Culmina la expansión urbanística con la programación de la construcción de hoteles en la playa de Punta del Río, donde se ubicaba la Torre de Cabo Guilla o Cabo Guillana, de cuyo nombre presumiblemente procede su actual denominación. Después del bum inmmobiliario de principios del siglo XXI, la crisis económica dejó en Salobreña desarrollos urbanísticos sin vender o paralizados. En 2016 comenzaron las obras para la construcción nuevos hoteles en la zona litoral del Peñón de Salobreña, sin embargo, actualmente aún no se ha producido ni su construcción ni el planeamiento urbanístico para ello.

## Geografía

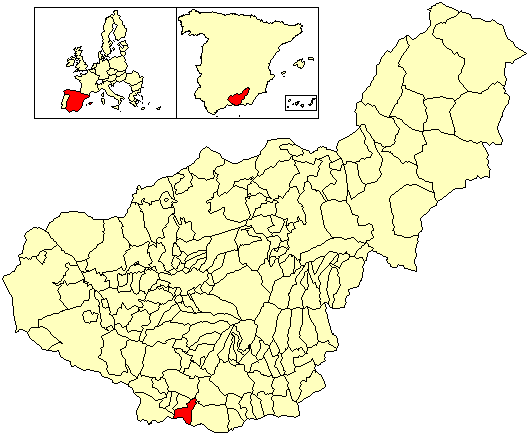
Extensión del municipio en la provincia de Granada

### Ubicación
Integrado en la comarca de la Costa Granadina, se encuentra situado a se encuentra situado a 65 kilómetros de la capital provincial, a 114 de Almería, a 156 de Jaén y a 332 de Murcia. El término municipal está atravesado por la autovía A-7 y por la carretera nacional N-340, entre las ciudades de Málaga y Motril.

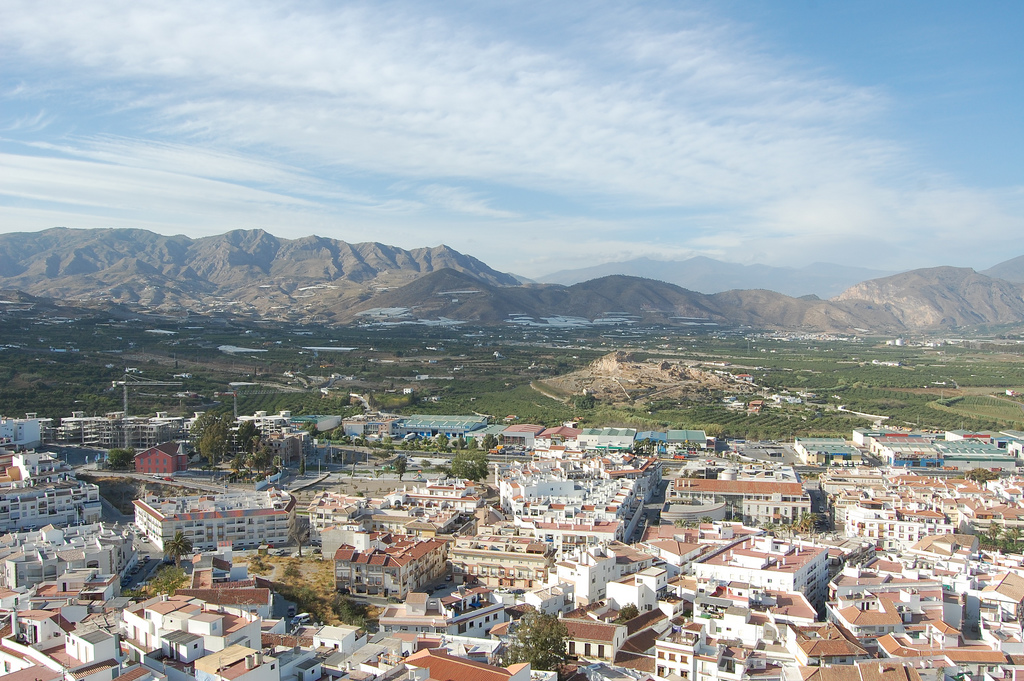
Vega de Salobreña

El relieve del municipio se compone de dos partes diferenciadas. Por el oeste predomina el terreno accidentado propio del sistema Penibético, llegándose a un máximo de 561 m de altitud. Por el este se extiende el valle del río Guadalfeo hasta el límite con Motril. Al noreste existe otra zona montañosa cercana a la sierra de los Guájares que supera los 400 m de altitud. El pueblo se alza a 68 m sobre el nivel del mar.
| Noroeste: Molvízar         | Norte: Molvízar       | Nordeste: Los Guájares y Vélez de Benaudalla |
| Oeste: Ítrabo y Almuñécar  |                       | Este: Motril                                 |
| Suroeste: mar Mediterráneo | Sur: mar Mediterráneo | Sureste: Motril                              |

### Playas

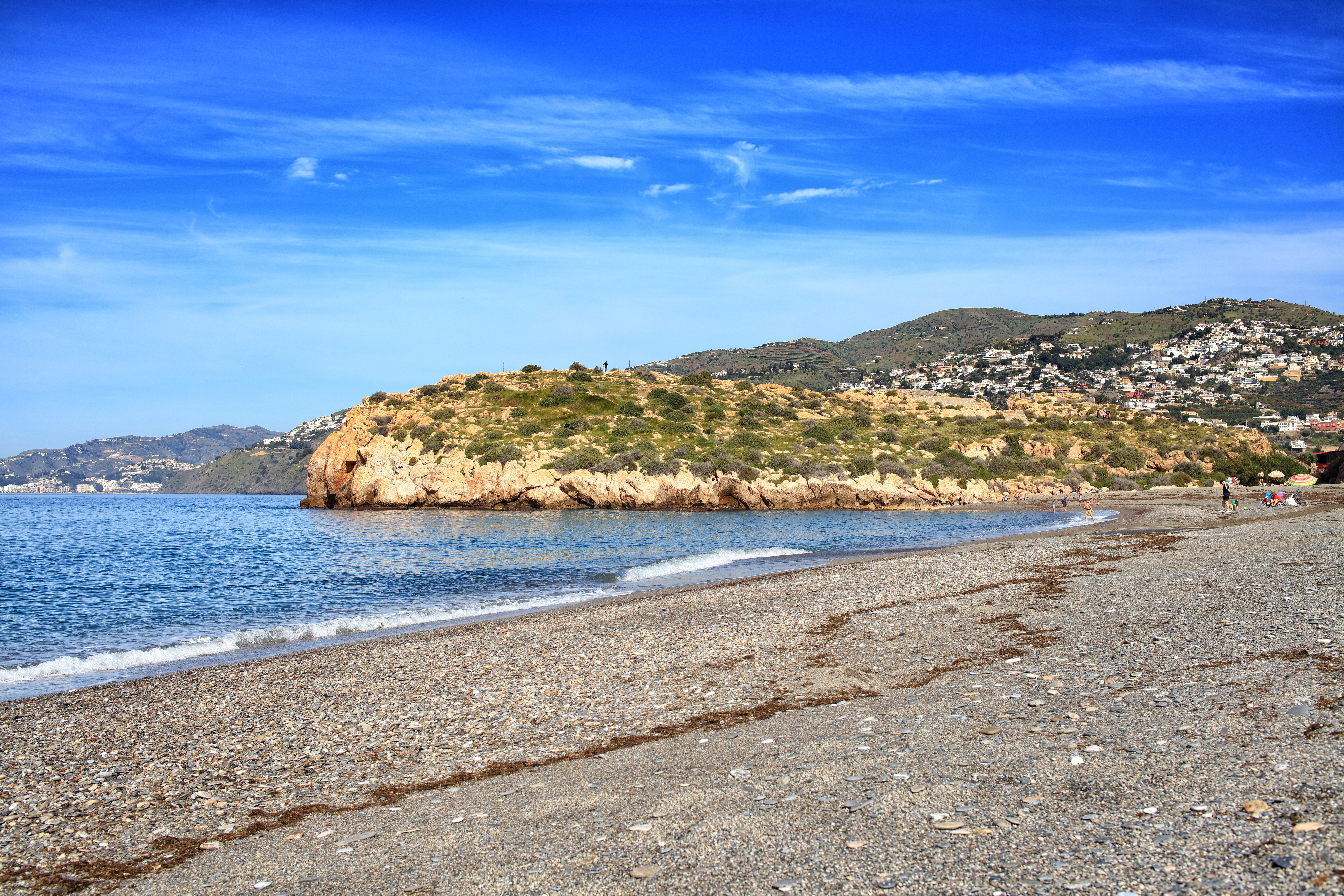
La playa de Salomar en Salobreña

Salobreña cuenta con cinco playas, que de oeste a este son: El Cambrón, El Caletón, La Guardia, Salomar o de la Charca y Punta del Río.

### ZEC Acantilados y Fondos Marinos Tesorillo-Salobreña
Frente a la costa de los municipios de Almuñécar y Salobreña se encuentra la Zona de Especial Conservación (ZEC) Acantilados y Fondos Marinos Tesorillo-Salobreña. Las especies relevantes de flora presentes en la ZEC son la Zostera marina, Cymodocea nodosa, Cystoseira tamariscifolia y Maytenus senegalensis. Dentro de los hábitats de Interés Comunitario (HIT) catalogados se encuentran los arrecifes. Destacan las 7 ha del hábitat catalogado como muy raro de matorrales arborescentes de Ziziphus.

### Clima

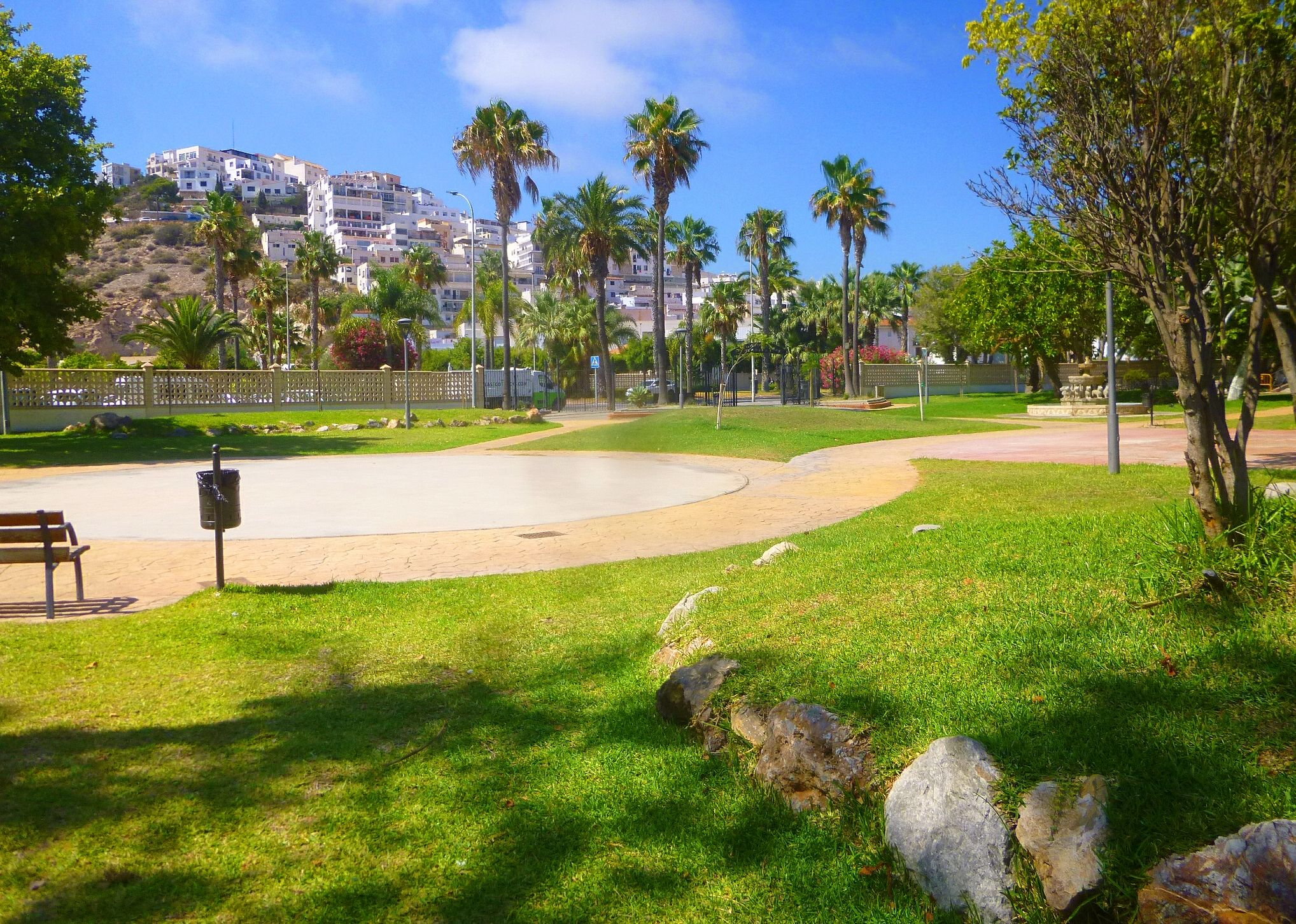
Parque Municipal La Fuente

Cuenta con un clima mediterráneo con temperaturas bastante benignas tanto en verano como en invierno. La media térmica anual es de 17 °C, siendo en verano de 24 °C y en invierno de 12 °C. La pluviosidad anual es de unos 500 mm/año.
La cercanía del mar, hace que los otoños sean más calurosos que las primaveras y en general, hace que la amplitud térmica no sea elevada.

## Demografía
Salobreña cuenta con una población de 12 660 habitantes (INE 2024), que se distribuyen de la siguiente manera:
| Unidad poblacional | Hab.   |
| ------------------ | ------ |
| Salobreña          | 9 205  |
| Lobres             | 1 198  |
| Playa Salobreña    | 942    |
| Caleta-La Guardia  | 685    |
| Monte Almendros    | 409    |
| Alfamar            | 69     |
| Costa Aguilera     | 66     |
| El Pargo           | 26     |
| Calamedina         | 8      |
| TOTAL              | 12 608 |

### Evolución de la población
| Gráfica de evolución demográfica de Salobreña entre 1842 y 2021 |
| |
| Población de derecho según los censos de población del INE Población de hecho según los censos de población del INEEntre el censo de 1877 y el anterior, crece el término del municipio porque recibe Lobres de Motril |

## Economía

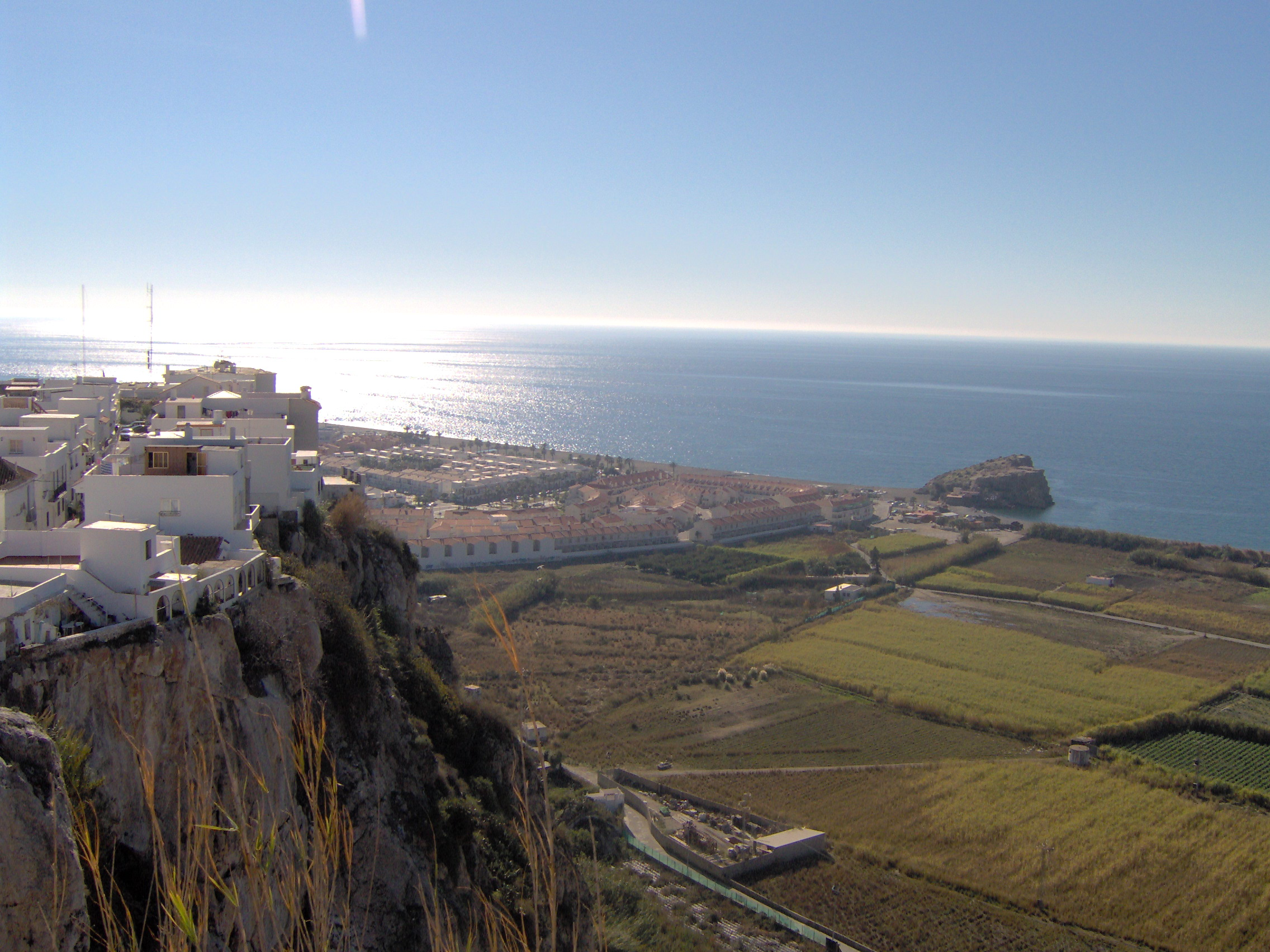
Playa Salobreña y cultivos frente al peñón de Salobreña

Por su condición de localidad costera de Granada el turismo es el mayor generador de riqueza y empleo. Cuenta con cuatro hoteles además de segundas residencias, que duplican a las principales, tanto en la zona de costa en Playa Salobreña, como en zona de monte en Monte Almendros.
En cuanto a la agricultura, destacan las más de 900 ha dedicadas al cultivo de frutas subtropicales entre las que cabe señalar el chirimoyo y además el aguacate o el mango. Salobreña se encuentra dentro de la zona de producción de la D.O. Chirimoya Costa Tropical de Granada-Málaga. También se cultivan hortalizas, frutos de invernadero y flores de temporada. En Lobres se encuentra la Azucarera Montero fundada en 1963, la única destilería de España que produce alcohol a partir del azúcar de melaza, y dónde además se produce el Ron Pálido.
Aunque la pesca tiene poca relevancia, en Salobreña se encuentra una de las dos instalaciones que hay en la provincia de Granada de acuicultura marina, para la crianza de dorada y lubina.

### Evolución de la deuda viva municipal
El concepto de deuda viva contempla sólo las deudas con cajas y bancos relativas a créditos financieros, valores de renta fija y préstamos o créditos transferidos a terceros, excluyéndose, por tanto, la deuda comercial.
| Gráfica de evolución de la deuda viva del Ayuntamiento de Salobreña entre 2008 y 2023                |
| |
| Deuda viva del Ayuntamiento de Salobreña, en miles de euros, según datos del Ministerio de Hacienda. |

## Política

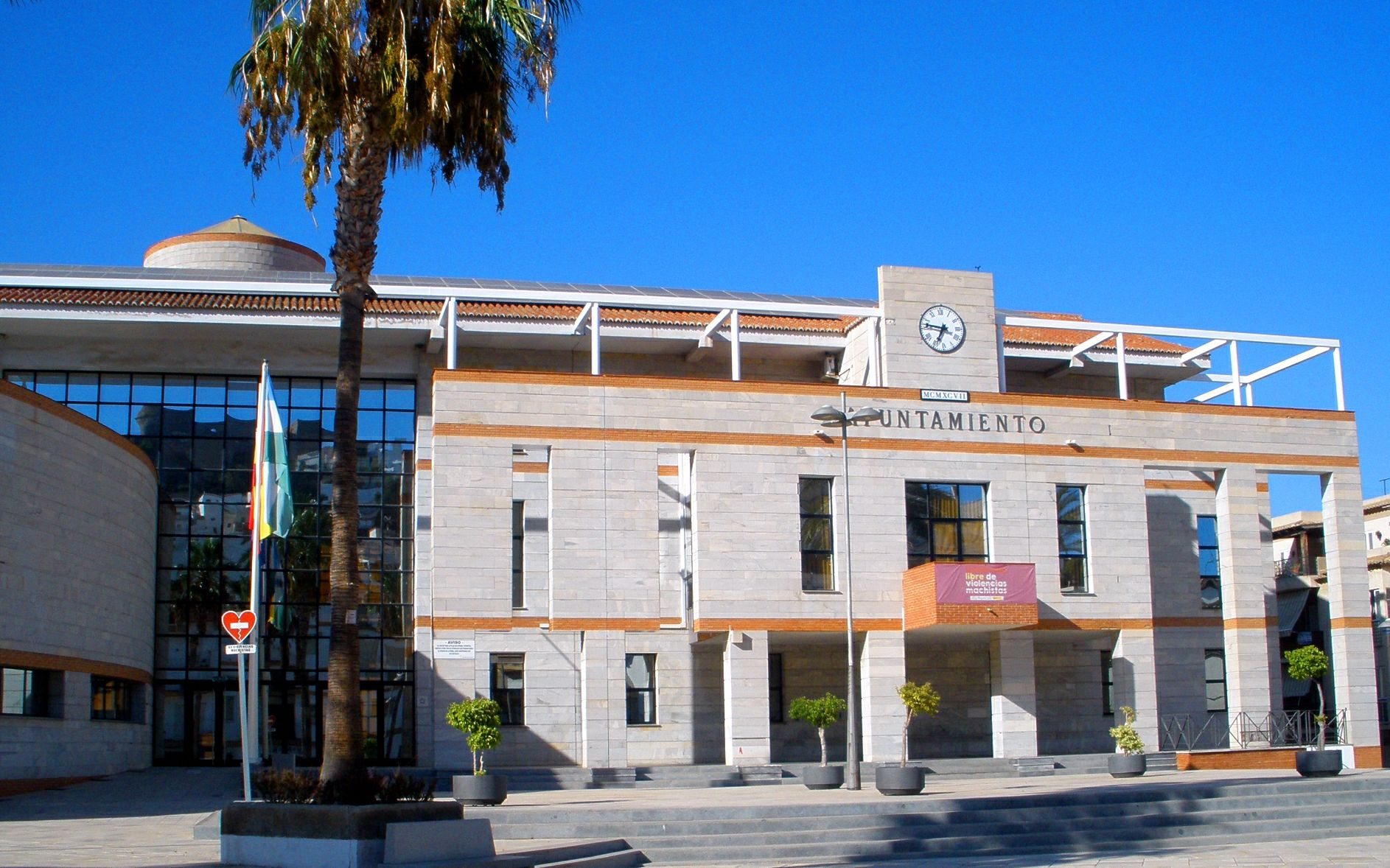
La casa consistorial

Los resultados en Salobreña de las últimas elecciones municipales, celebradas en mayo de 2023, son:
| Elecciones Municipales - Salobreña (2023) | Elecciones Municipales - Salobreña (2023)      | Elecciones Municipales - Salobreña (2023) | Elecciones Municipales - Salobreña (2023) | Elecciones Municipales - Salobreña (2023) |
| Partido político                          | Partido político                               | Votos                                     | %Válidos                                  | Concejales                                |
| ----------------------------------------- | ---------------------------------------------- | ----------------------------------------- | ----------------------------------------- | ----------------------------------------- |
|                                           | Partido Socialista Obrero Español (PSOE)       | 1398                                      | 23,42%                                    | 5                                         |
|                                           | Convergencia Andaluza-Unión Andalucista (UA)   | 1023                                      | 17,14%                                    | 3                                         |
|                                           | Partido Popular (PP)                           | 991                                       | 16,60%                                    | 3                                         |
|                                           | Más Costa Tropical (PMÁS)                      | 646                                       | 10,82%                                    | 2                                         |
|                                           | Izquierda Unida Para la Gente (PARA LA GENTE)  | 553                                       | 9,26%                                     | 2                                         |
|                                           | Vox (VOX)                                      | 483                                       | 8,09%                                     | 1                                         |
|                                           | Ciudadanos-Partido de la Ciudadanía (Cs)       | 422                                       | 7,07%                                     | 1                                         |
|                                           | Podemos-Alianza Verde (PODEMOS-AV)             | 157                                       | 2,63%                                     | 0                                         |
|                                           | Agrupación Independiente por Salobreña (AINSA) | 154                                       | 2,58%                                     | 0                                         |
|                                           | Por el Reino de Granada (PRGr)                 | 61                                        | 1,02%                                     | 0                                         |

### Alcaldes
| Legislatura | Nombre                                                                      | Grupo   |
| ----------- | --------------------------------------------------------------------------- | ------- |
| 1979-1983   | Manuel Pérez Cobos                                                          | PSOE    |
| 1983-1987   | Manuel Pérez Cobos                                                          | PSOE    |
| 1987-1991   | Manuel Pérez Cobos                                                          | PA      |
| 1991-1995   | María Teresa Jiménez Ortega                                                 | IU      |
| 1995-1999   | Manuel Pérez Cobos                                                          | PSOE    |
| 1999-2003   | Manuel Pérez Cobos (1999-2002) Jesús Avelino Menéndez Fernández (2002-2003) | PSOE PP |
| 2003-2007   | Jesús Avelino Menéndez Fernández                                            | PP      |
| 2007-2011   | Jesús Avelino Menéndez Fernández                                            | PP      |
| 2011-2015   | Gonzalo Fernández Pulido                                                    | PSOE    |
| 2015-2019   | María Eugenia Rufino Morales                                                | PSOE    |
| 2019-2023   | María Eugenia Rufino Morales                                                | PSOE    |
| 2023-act.   | Pedro Javier Ortega Prados                                                  | PSOE    |

## Comunicaciones

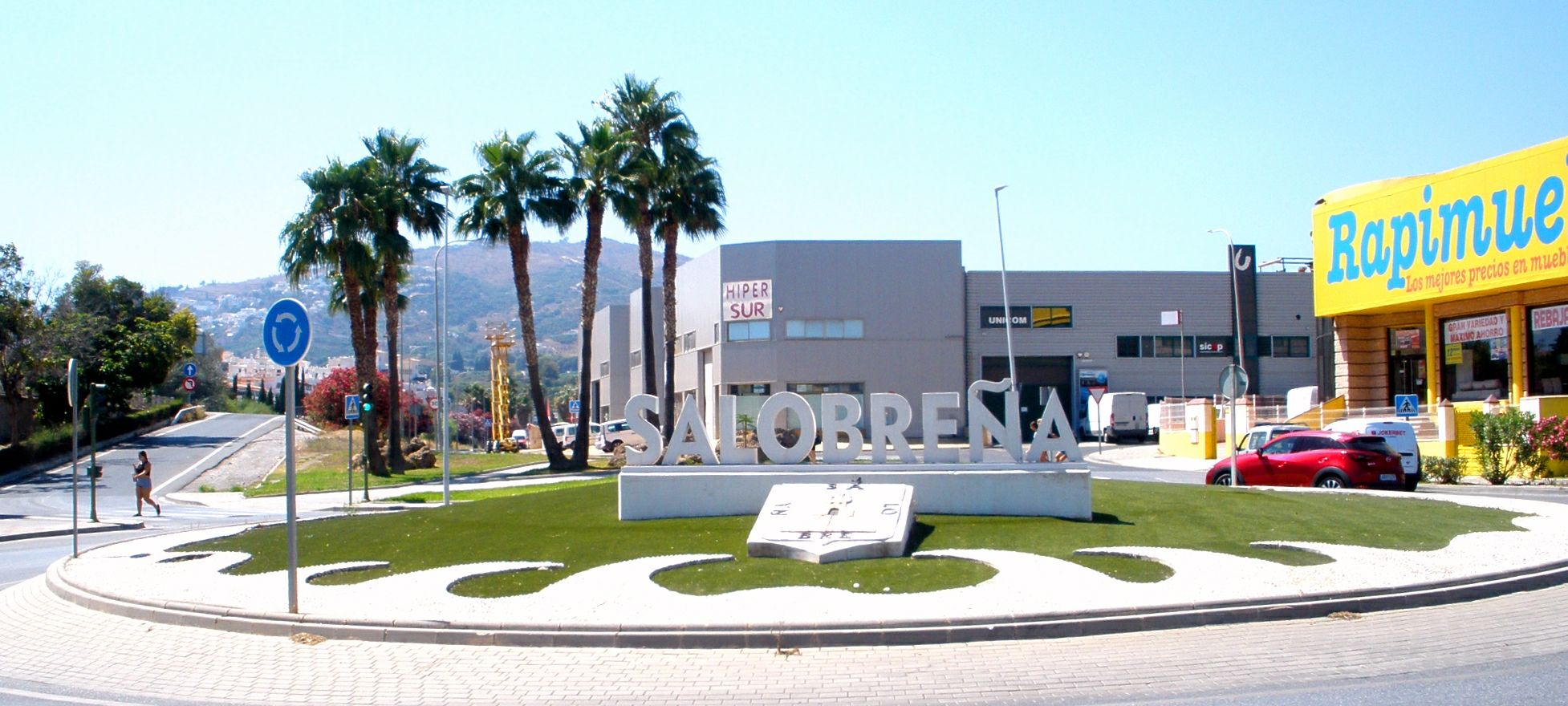
Entrada de Salobreña por la N-340

### Carreteras
Las principales vías de comunicación que transcurren por el municipio son:
| Identificador | Denominación               | Itinerario            |
| ------------- | -------------------------- | --------------------- |
| A-7           | Autovía del Mediterráneo   | Algeciras - Barcelona |
| N-323         | Carretera de Sierra Nevada | Bailén - Motril       |
| N-340         | Carretera del Mediterráneo | Cádiz - Barcelona     |
| GR-5300       | De A-4050 a N-323          | Otívar - Lobres       |

Algunas distancias entre Salobreña y otras ciudades:
| Ciudades | Distancia (km) |
| -------- | -------------- |
| Motril   | 7              |
| Granada  | 65             |
| Almería  | 114            |
| Jaén     | 156            |
| Murcia   | 332            |

## Servicios públicos

### Sanidad
El municipio cuenta con un centro de salud con servicio de urgencias y dos consultorios médicos de atención primaria situados el primero en la plaza Juan Carlos I s/n, de Salobreña; y los otros dos en la calle El Espinar s/n, de Lobres y en la calle Ramblilla s/n, de Caleta-La Guardia, dependientes todos ellos del Área de Gestión Sanitaria Sur de Granada. El área hospitalaria de referencia es el Hospital Santa Ana de Motril.

### Educación
Los centros educativos que hay en el municipio son:
| Denominación Genérica                    | Nombre del Centro                | Naturaleza | Dirección                                |
| ---------------------------------------- | -------------------------------- | ---------- | ---------------------------------------- |
| Escuela Infantil                         | E.I. "Caleta de Salobreña"       | Público    | Pl. Juan Camacho, s/n. Caleta-La Guardia |
| Centro Docente Privado                   | C.D.P. "Camberlan"               | Privado    | Av. del Mediterráneo, 4. Edif. Neptuno   |
| Colegio de Educación Infantil y Primaria | C.E.I.P. "Cervantes"             | Público    | C/ El Espinar, 19. Lobres                |
| Escuela Infantil                         | E.I. "Federico García Lorca"     | Público    | C/ Clara Campoamor, s/n                  |
| Escuela Infantil                         | E.I. "Juan Ramón Jiménez"        | Público    | Av. Miguel Hernández, 10                 |
| Colegio de Educación Infantil y Primaria | C.E.I.P. "Mayor Zaragoza"        | Público    | Av. de Motril, 2                         |
| Instituto de Educación Secundaria        | I.E.S. "Mediterráneo"            | Público    | Av. de Motril, 10                        |
| Instituto de Educación Secundaria        | I.E.S. "Nazarí"                  | Público    | Av. de Nicaragua, s/n                    |
| Sección de Educación Permanente          | S.E.P. "Salobreña-Caleta-Lobres" | Público    | Av. del Mediterráneo, s/n                |
| Centro Docente Privado                   | C.D.P. "San Juan de Ávila"       | Privado    | Pl. Juan Camacho, s/n. Caleta-La Guardia |
| Colegio de Educación Primaria            | C.E.PR. "Segalvina"              | Público    | Av. de Nicaragua, s/n                    |

## Cultura

### Monumentos y lugares de interés

#### Bienes de Interés Cultural

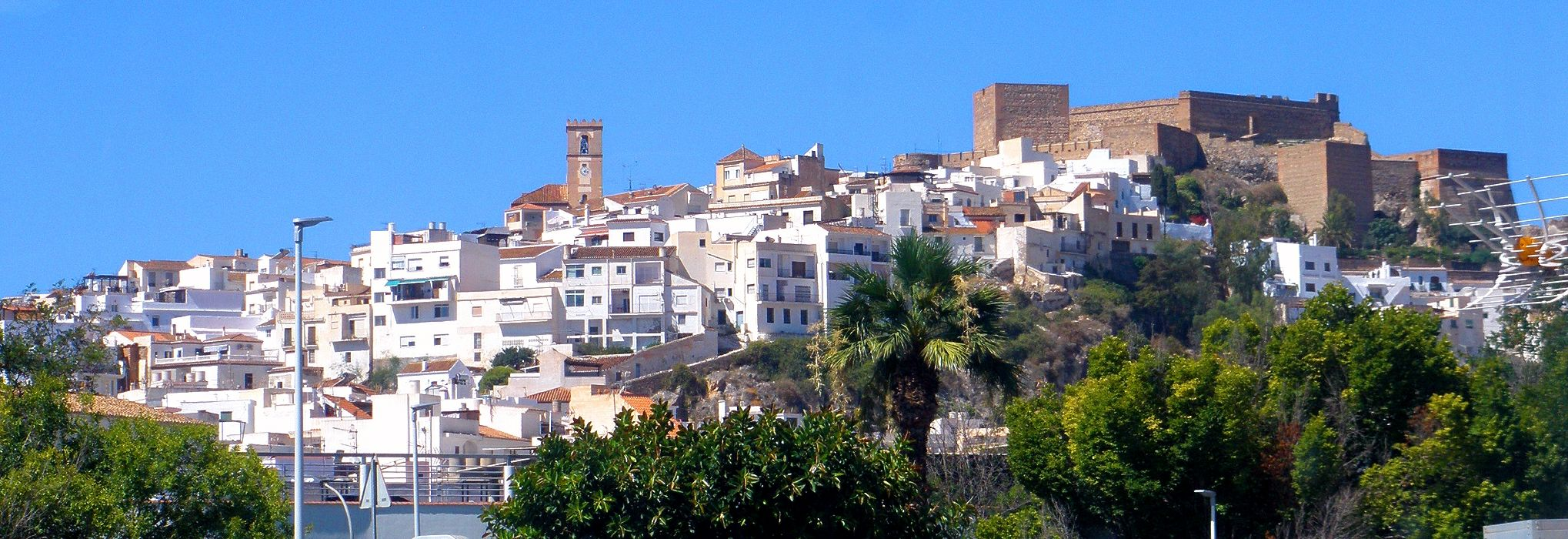
Conjunto histórico de Salobreña

Son bienes de interés cultural (BIC) el castillo de Salobreña, el centro histórico de Salobreña, la muralla urbana y la torre del Cambrón.

#### Lugares de interés
En 2007 se catalogó como de interés etnográfico las instalaciones de la Antigua Fábrica Nuestra Señora del Rosario. También se encuentra la Casa Roja, casa señorial que formó parte de la desaparecida azucarera de San Francisco.

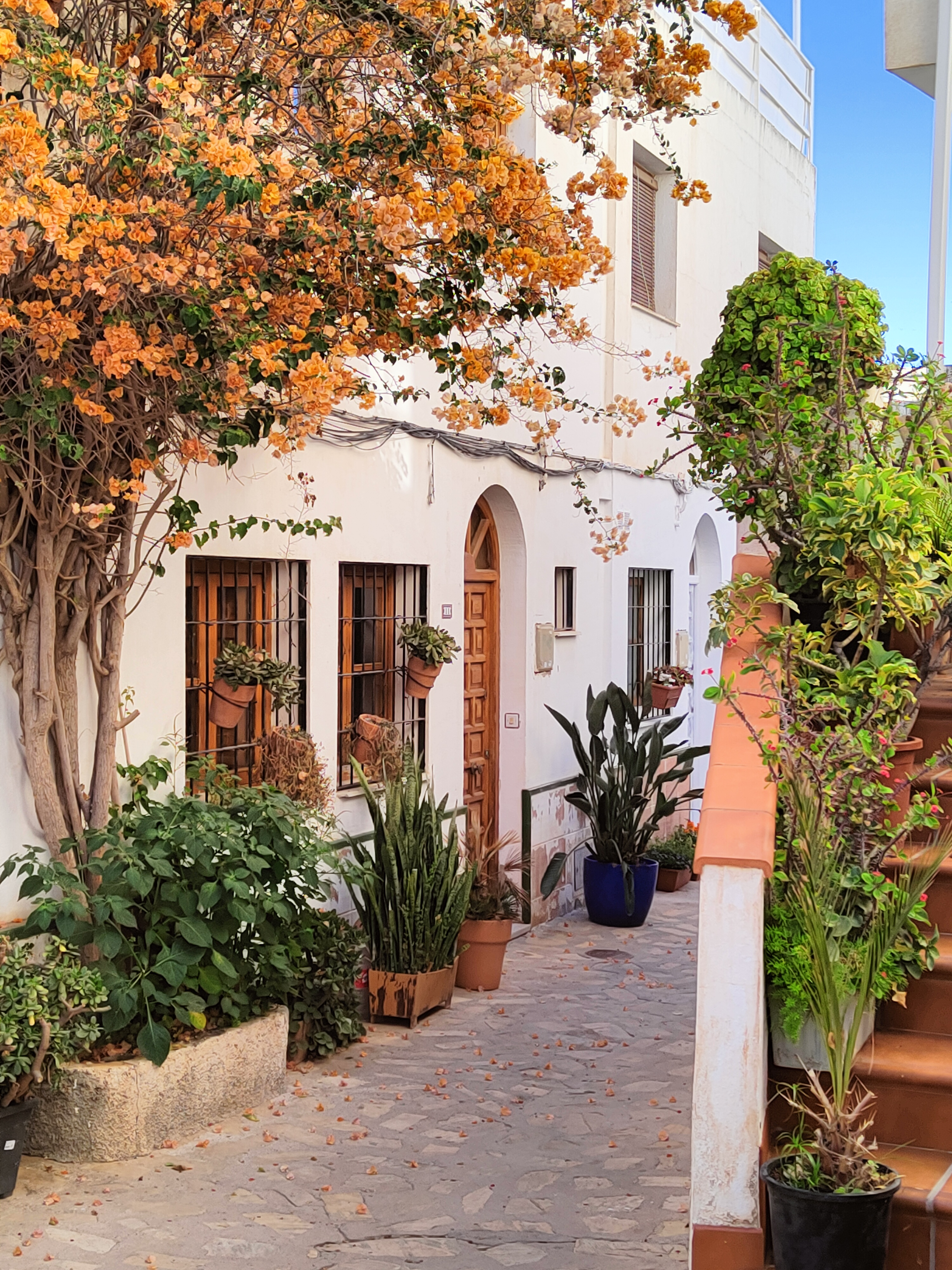
Centro histórico de Salobreña

Señalar además los templos católicos de la iglesia parroquial de Nuestra Señora del Rosario, la capilla de San Luis y el templo de San Juan Bautista, además de La Santa Cruz, enclavada en el populoso barrio de La Loma y la Cruz de la Caleta, situada en lo más alto del parque de la pedanía de Caleta-La Guardia.
Dentro de Salobreña se encuentra el Museo Arqueológico Municipal, el auditorio José Martín Recuerda, la Bóveda, el paseo de las Flores y el paseo del Gambullón. Además el barrio de la Loma, y los miradores del paseo de las Flores y Hoyo de la Frascunda.

### Fiestas
Destacadas son las celebradas en honor de la patrona, Nuestra Señora del Rosario, cada 7 de octubre y que incluye una romería denominada Del Sur, que goza de gran popularidad en la provincia.
En torno al 24 de junio (San Juan Bautista) se celebra una feria en honor a San Juan Bautista. Por su carácter pintoresco también se destaca la Semana Santa. Del martes al Viernes Santo procesionan diversas cofradías, entre las que destaca la Procesión de la Soledad -el Viernes Santo-, en donde cientos de mujeres vestidas de riguroso luto y en silencio acompañan a María Santísima en su Soledad, para poner el broche de oro a los desfiles de la semana mayor del municipio.
En las pedanías de Lobres, y Caleta-La Guardia también son significativas las fiestas en honor a sus respectivos patrones o patronas. En el caso de Lobres hay que citar las fiestas patronales de San Antonio que se celebran el 13 de junio, Caleta-La Guardia comparten fiestas patronales que son en honor de la Virgen del Carmen que se celebran el 16 de julio.
Como curiosidad hay que decir que en Lobres se celebra la fiesta más antigua conocida del término municipal de Salobreña, esta es la fiesta de la Candelaria que tiene lugar el 2 de febrero.

## Personas célebres

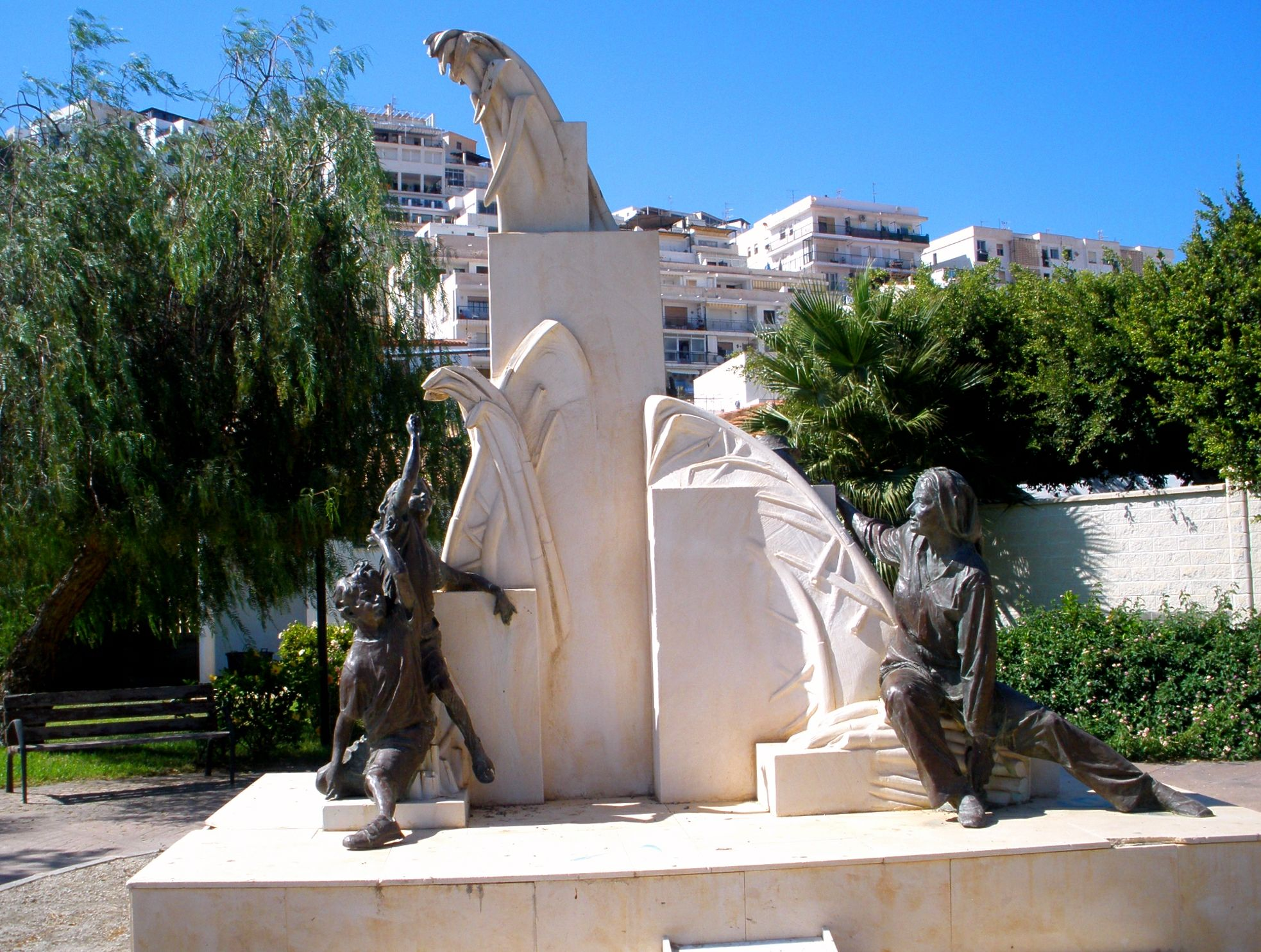
Monumento-homenaje a la caña de azúcar

## Hermanamientos
- Marianao, Cuba
- Péronne, Francia
- Púshkino, Rusia
- Tolfa, Italia[22]